# Blue Origin

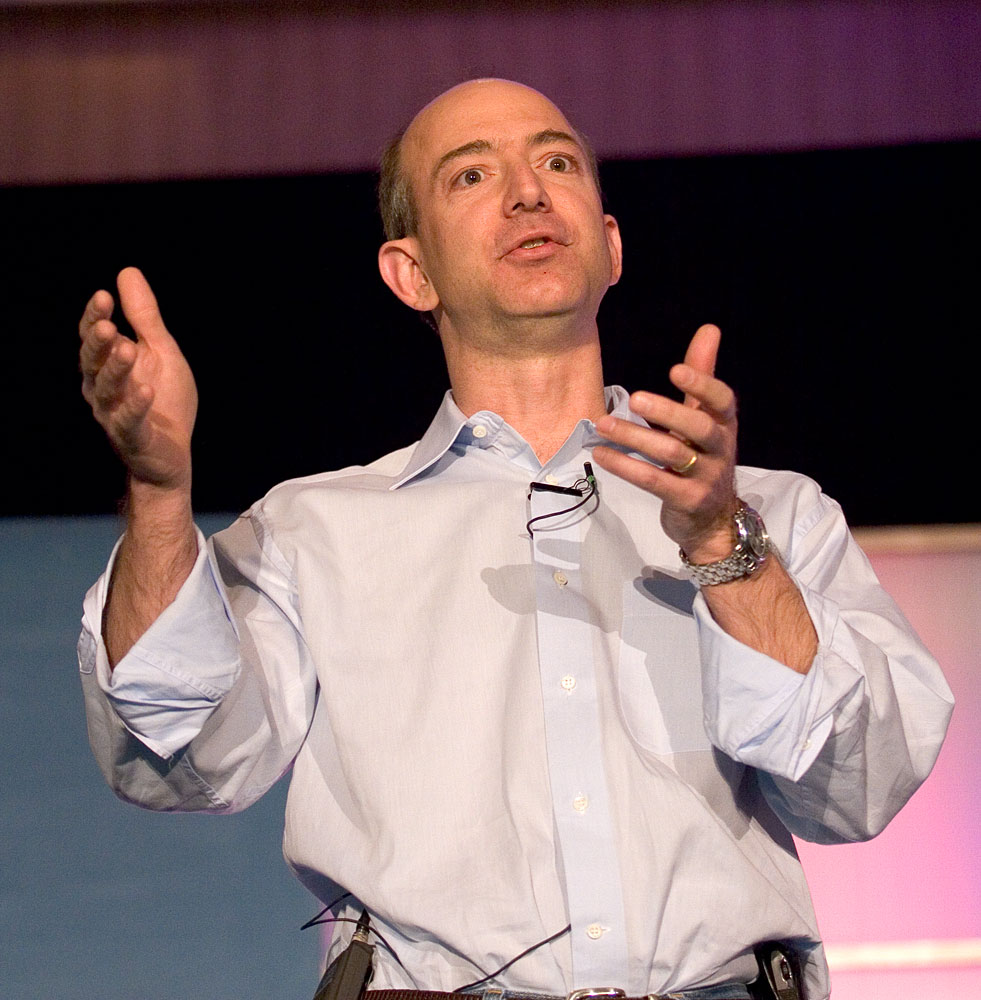
Jeff Bezos, założyciel Blue Origin (2005)

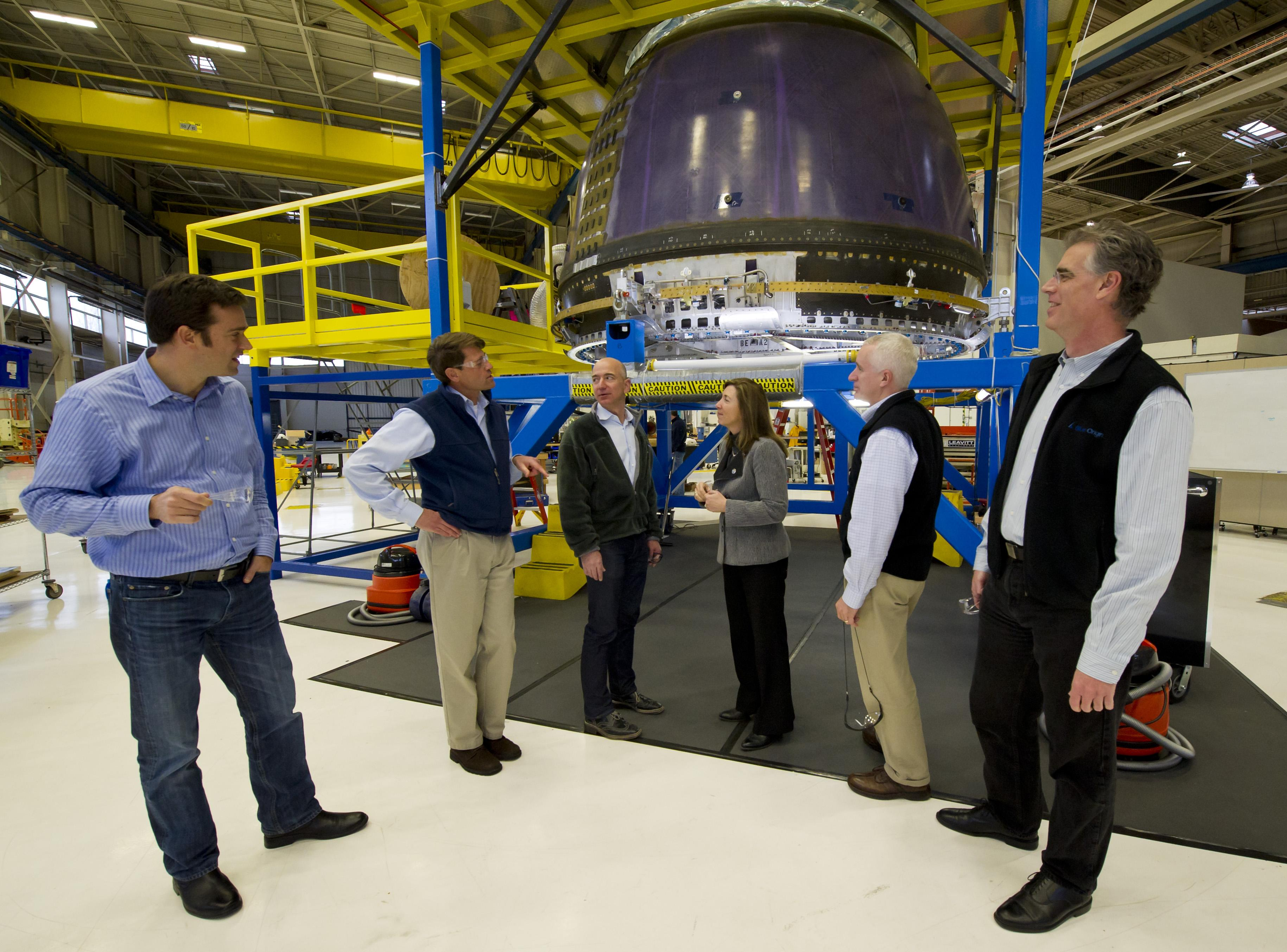
Jeff Bezos i Lori Garver – wicedyrektor NASA (trzeci i czwarta od lewej), w siedzibie Blue Origin przy kapsule statku New Shepard (2011)

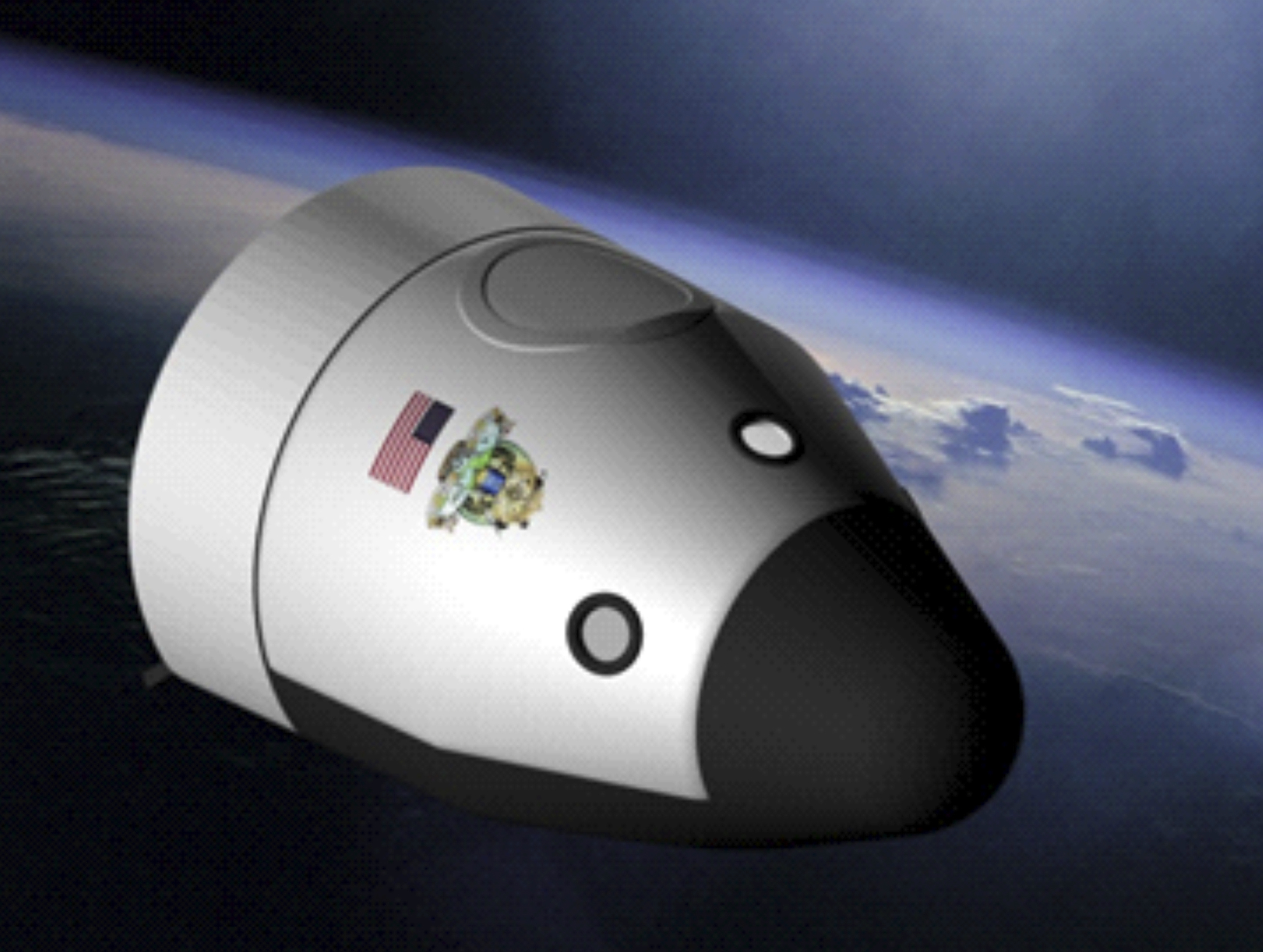
Space Vehicle – załogowy statek orbitalny (grafika, 2011)

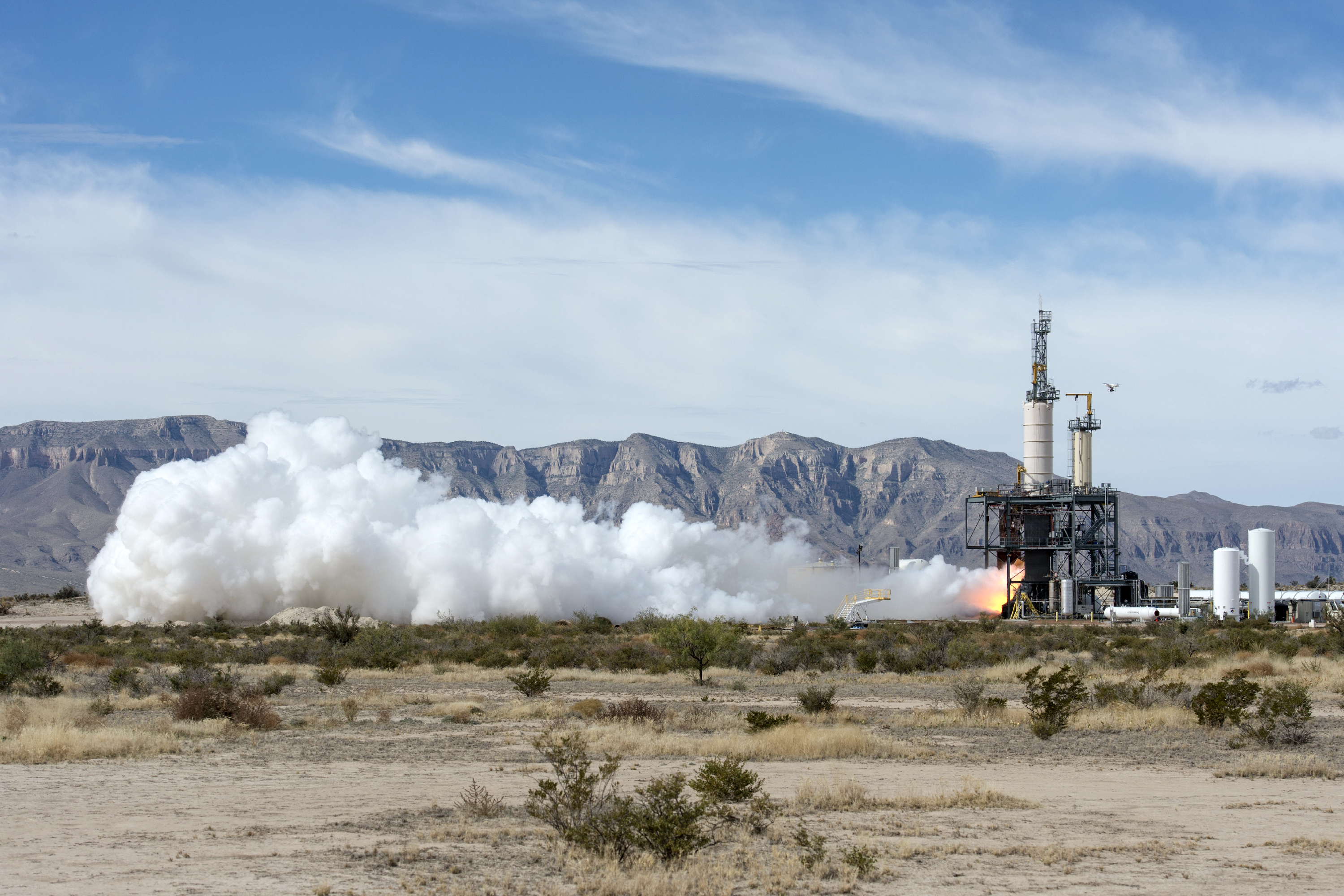
Test silnika BE-3 (2013)

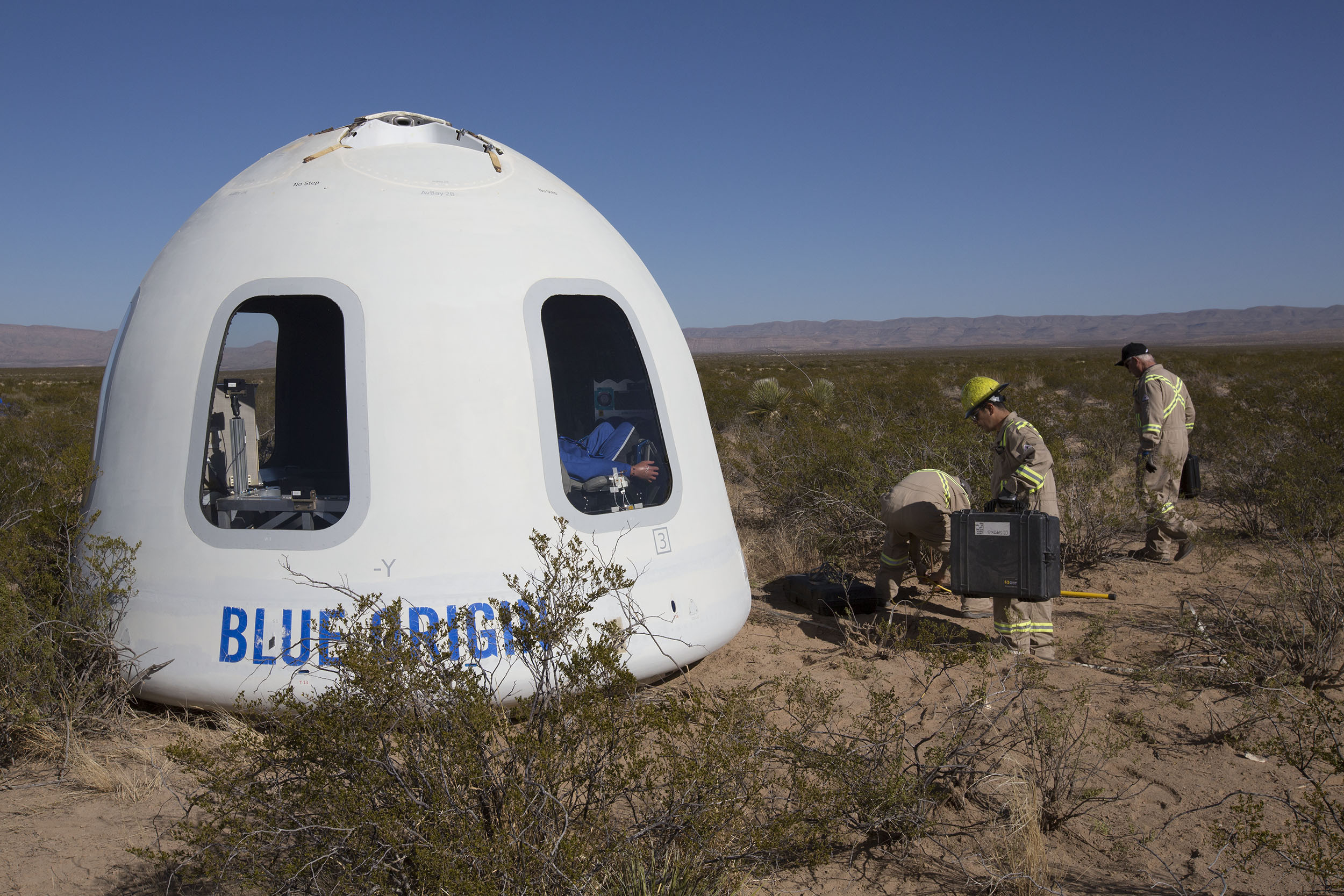
Kapsuła załogowa po locie testowym (12 grudnia 2017 r.)

Blue Origin – prywatne przedsiębiorstwo przemysłu kosmicznego założone w 2000 roku przez Jeffa Bezosa, założyciela portalu Amazon.com. Celem przedsiębiorstwa jest zaprojektowanie i budowa nowatorskich systemów załogowego transportu suborbitalnego i orbitalnego.
W ramach programu Commercial Crew Program (CCP) prowadzonego przez NASA, mającego na celu wspieranie rozwoju prywatnych systemów transportu orbitalnego, Blue Origin otrzymał w 2009 roku w pierwszej rundzie programu zwanej Commercial Crew Development (CCDev) 3,7 mln USD na rozwój koncepcji i technologii swojego systemu. W drugiej rundzie programu CCP, w 2010 roku Blue Origin również należał do wąskiego grona beneficjentów programu otrzymując kwotę 22 mln USD. Fundusze te miały zostać przeznaczone przede wszystkim na rozwój systemu ucieczkowego LAS (działającego w razie zagrożenia dla statku i załogi podczas startu rakiety) zaprojektowanego w zaawansowanej technologii pusher.

## Historia
Od początku działalności Blue Origin przedsiębiorstwo przyjęło zasadę, by udostępniać jak najmniej informacji nt. swoich osiągnięć i planów. Dopiero po przystąpieniu do programu CCP finansowanego z funduszy publicznych, była zmuszona w pewnym zakresie je ujawniać. Przedsiębiorstwo zostało założone formalnie w 2000 roku, jednak informacje o jego powstaniu stały się znane dopiero w 2003 roku, gdy Bezos rozpoczął budowę stanowiska startowego w Teksasie. Dopiero w styczniu 2005 roku Bezos oświadczył, że Blue Origin pracuje nad suborbitalnym statkiem kosmicznym pionowego startu i lądowania (tzw. VTVL), który będzie zabierał trzech lub więcej astronautów powyżej linii Karmana – umownej granicy kosmosu. Projektowany statek miał być oparty na zarzuconym projekcie DC-X firmy McDonnell Douglas i jej pochodnym DC-XA. W wywiadzie udzielonym w 2007 roku Bezos oświadczył, że założył swe przedsiębiorstwo by wspomóc tych, którzy chcą dotrzeć do kosmosu, i w związku z tym skupia się na dwóch zadaniach: zmniejszeniu kosztów dostępu do kosmosu oraz zwiększeniu bezpieczeństwa podróży kosmicznych.
W pierwszym okresie swej działalności Blue Origin pracował nad statkiem suborbitalnym, zdolnym do osiągnięcia wysokości ponad 100 km nad powierzchnią Ziemi. Docelowy statek o nazwie New Shepard (nazwa statku pochodzi od nazwiska Alana Sheparda, pierwszego amerykańskiego astronauty, który w 1961 r. dokonał pierwszego kosmicznego lotu suborbitalnego) miał być wykorzystywany przede wszystkim w celach turystyki kosmicznej. Według planów przedsiębiorstwa z 2006 roku New Shepard miał wejść do lotów komercyjnych już w 2010 roku i dokonywać lotów z częstotliwością jednego startu tygodniowo. Jednak podobnie jak we wszystkich przedsiębiorstwach sektora kosmicznego, plany te musiały być kilkakrotnie aktualizowane. W 2008 r. ogłoszono, że pierwszy bezzałogowy start odbędzie się 2011 r., zaś załogowy w 2012 r. Ostatecznie pierwszy w pełni udany lot bezzałogowy odbył się w 2015 r., testowy lot załogowy jest planowany w lipcu 2021 r.
20 lipca 2021 klienci Blue Origin pobili kilka rekordów związanych z podróżami w przestrzeń kosmiczną. Na pokładzie znalazł się najmłodszy astronauta w historii Oliver Daemen (18 lat), najstarsza astronautka w historii Wally Funk, oraz prawdopodobnie to także pierwszy przypadek, gdy poleciały razem tak blisko spokrewnione osoby – bracia Mark Bezos i Jeff Bezos. Dodatkowo Jeff Bezos jest pierwszym człowiekiem w historii, który w momencie lotu w kosmos był uważany za najbogatszego (pod względem majątku finansowego) człowieka na Ziemi. Poza tym nietypowym wyczynem było również samo podejście do koncepcji lotu w kosmos. Na pokładzie nie było żadnej osoby uważanej za pilota, całością sterował automatycznie komputer. Był to pierwszy lot załogowy Blue Origin – do tej pory wszystkie testy były bezzałogowe. Był to także prawdopodobnie pierwszy taki przypadek, gdy właściciel przedsiębiorstwa osobiście wziął udział w locie załogowym, bez przeprowadzenia wcześniejszych testów z udziałem załogi.
13 października 2021 Blue Origin pobił własny rekord – wynosząc rakietą Blue Origin słynnego aktora, znanego z gry kapitana Kirka ze Star Treka, Williama Shatnera, który automatycznie stał się najstarszym uczestnikiem lotów kosmicznych (lot w wieku 90 lat).

## Obiekty przedsiębiorstwa
Siedziba Blue Origin mieści się w budynku zlokalizowanym na terenach przemysłowych w Kent w stanie Waszyngton, na przedmieściach Seattle. Pracują tam zespoły badawcze i projektowe. Stanowisko startowe znajduje się w Teksasie.

## Systemy suborbitalne Goddard i New Shepard
Blue Origin zbudował statek suborbitalny noszący nazwę New Shepard. Statek jest sterowany przez komputer pokładowy, bez udziału naziemnego ośrodka kontroli lotów. Paliwem dla silnika BE-3 jest stężony perhydrol (HTP) i kerozyna RP-1.
Przed zbudowaniem docelowego statku przeprowadzono testy na statkach testowych. Pierwszym z nich był Goddard (określany także jako PM1; nazwa pochodzi od pioniera techniki rakietowej, Roberta Goddarda), którego pierwszy start odbył się 13 listopada 2006 roku. Test zakończył się sukcesem. W 2007 roku odbyły się jeszcze dwa loty testowe Goddarda, ale nie podano informacji o ich wynikach.
W listopadzie 2007 roku Bezos poinformował w wywiadzie telewizyjnym, że trwają prace nad konstrukcją drugiego statku testowego, później zaś będzie budowany trzeci.
Następne loty testowe odbyły się jednak dopiero w 2011 roku. Brał w nich udział statek PM-2, stanowiący prototyp modułu silnikowego docelowego statku New Shepard. Napędzany był silnikiem BE-3 wyprodukowanym również przez Blue Origin. Podczas drugiego z testów, 24 sierpnia 2011 roku, obsługa naziemna straciła kontakt ze statkiem. W efekcie statek uległ zniszczeniu. Według Blue Origin, gdy statek osiągnął prędkość 1 Ma na wysokości ok. 14 km, lot stał się niestabilny i przekroczone zostały wartości progowe kąta natarcia, powyżej których znacznie zmniejszył się ciąg napędu statku.
W 2015 r. odbyły się dwa testy pełnego zestawu New Shepard: rakiety z kapsułą. Podczas pierwszego z nich, 29 kwietnia, po osiągnięciu niemal 100 km i separacji kapsuły, która bezpiecznie wylądowała na spadochronach, moduł silnikowy rozbił się podczas nieudanej próby wylądowania na rozkładanych nogach (według koncepcji podobnej do stosowanej przez SpaceX przy próbach odzyskania pierwszego stopnia rakiety Falcon 9). Druga próba podjęta 23 listopada była już w pełni udana. W 2016 r. przeprowadzono kolejne cztery testowe starty odzyskanej w listopadzie 2015 r. rakiety wraz z kapsułą. Podczas tych testów na pokładzie kapsuły znajdowała się już aparatura badawcza dostarczona przez amerykańskie i europejskie uczelnie. W maju 2020 roku ruszyła sprzedaż biletów na suborbitralne wycieczki statkiem kosmicznym New Shepard.

## System orbitalny New Glenn
Blue Origin podjął również prace nad rozwojem statku orbitalnego. Informacje o tym zostały ujawnione, gdy w 2010 roku przedsiębiorstwo zostało jednym z beneficjentów rundy CCDev programu CCP. Finansowanie w wysokości 3,7 mln USD miało być przeznaczone na konstrukcję systemu ucieczkowego oraz kompozytowej kapsuły. Później ujawniono, że elementy te wchodzą w skład większego systemu transportu orbitalnego, który będzie tworzyć dwu-stożkowa kapsuła, początkowo wynoszona na orbitę rakietą Atlas V 402.
W kwietniu 2011 roku Blue Origin został ogłoszony beneficjentem również następnej rundy CCDev2 programu CCP, otrzymując tym razem 22 mln USD. Pieniądze te miały zostać przeznaczone na przyspieszenie prac nad załogowym statkiem kosmicznym (nazywanym na razie SV – Space Vehicle) oraz systemem ucieczkowym typu pusher, który będzie mógł być stosowany zarówno do suborbitalnego statku New Shepard, jak i do orbitalnego SV. Jednocześnie przedsiębiorstwo miało za swoje własne fundusze prowadzić prace nad własną rakietą nośną nazwaną Reusable Booster System (RBS). Będzie to w pełni odzyskiwalna rakieta, napędzana ciekłym wodorem i ciekłym tlenem, która w późniejszym okresie będzie wynosiła na orbitę SV zamiast Atlasa V.
Jednak we wrześniu 2016 r. Jeff Bezos ogłosił, że jego przedsiębiorstwo pracuje nad załogowym systemem orbitalnym New Glenn.

## Przeprowadzone loty testowe
| Lp. | Data             | Rakieta     | Ładunek      | Opis | Literatura    |
| --- | ---------------- | ----------- | ------------ | --- | ------------- |
| 1   | 13.11.2006       | PM1         | Goddard      | Lot testowy trwający 25 s zakończył się sukcesem. Statek wzniósł się na wysokość ok. 87 m | [ 25 ]        |
| 2   | 22.03.2007       | PM1         | Goddard      | Brak informacji o przebiegu tego testu | [ 26 ]        |
| 3   | 19.04.2007       | PM1         | Goddard      | Brak informacji o przebiegu tego testu | [ 27 ]        |
| 4   | 6.05.2011        | PM2         | –            | Test PM2 – modułu silnikowego statku suborbitalnego New Shepard. Przeprowadzono lot testowy na niewielką wysokość | [ 27 ]        |
| 5   | 24.08.2011       | PM2         | –            | Awaria i utrata statku po osiągnięciu prędkości 1 Ma i wysokości ok. 14 km | [ 28 ]        |
| 6   | październik 2012 | –           | Crew Capsule | Test systemu ucieczkowego, wystrzelona za jego pomocą kapsuła Crew Capsule statku New Shepard osiągnęła wysokość 703 m, po czym bezpiecznie wylądowała na spadochronach | [ 29 ]        |
| 7   | 29.04.2015       | New Shepard | Crew Capsule | Udany lot na wysokość ok. 93 km, po którym kapsuła wylądowała na Ziemi na spadochronach, natomiast z powodu awarii hydrauliki nie powiodło się odzyskanie modułu silnikowego, który miał wylądować na rozkładanych nogach | [ 30 ]        |
| 8   | 23.11.2015       | New Shepard | Crew Capsule | Udany lot na wysokość 100,5 km. Kapsuła wylądowała na spadochronach, natomiast moduł silnikowy po wyhamowaniu silnikiem wylądował bezpiecznie na rozkładanych nogach | [ 6 ]         |
| 9   | 22.01.2016       | New Shepard | Crew Capsule | Udany lot po raz pierwszy z użyciem rakiety, która została użyta powtórnie (poprzednio w teście z 23.11.2015). Uzyskana wysokość: 101,7 km | [ 31 ]        |
| 10  | 2.04.2016        | New Shepard | Crew Capsule | Udany lot z użyciem rakiety odzyskanej w dwóch poprzednich testach. Lot odbył się na wysokość 103,4 km, ponowny zapłon silnika podczas lądowania rakiety przeprowadzono na wysokości obniżonej z 1,5 do 1,1 km. Na pokładzie kapsuły znajdowała się aparatura badawcza do eksperymentów mikrograwitacyjnych                                                  | [ 32 ] [ 33 ] |
| 11  | 19.06.2016       | New Shepard | Crew Capsule | Udany lot z użyciem rakiety odzyskanej w trzech poprzednich testach. Lot odbył się na wysokość ponad 100 km. Celowo niesprawny był jeden z trzech spadochronów, na których lądowała kapsuła, celem sprawdzenia czy awaryjne lądowanie jest bezpieczne. Na pokładzie kapsuły znajdowała się aparatura badawcza z trzech uczelni amerykańskich i europejskiej. | [ 34 ]        |
| 12  | 5.10.2016        | New Shepard | Crew Capsule | Udany lot z użyciem rakiety odzyskanej w czterech poprzednich testach. Podczas jego trwania przeprowadzono test awaryjnego systemu ucieczkowego (tzw. in-flight-abort-test), w ramach którego kapsuła oderwała się za pomocą silniczków rakietowych od rakiety i bezpiecznie wylądowała na spadochronach. Rakieta również wylądowała bezpiecznie.            | [ 35 ]        |
| 13  | 12.12.2017       | New Shepard | Crew Capsule | „Mission 7". Udany lot suborbitalny oraz lądowanie. Pierwszy lot trzeciego egzemplarza rakiety drugiego egzemplarza kapsuły załogowej Crew Capsule 2.0 | [ 36 ] [ 37 ] |
| 14  | 29.04.2018       | New Shepard | Crew Capsule | „Mission 8". Pierwszy lot z ładunkiem komercyjnym na pokładzie i eksperymentami badawczymi, zarazem pierwszy lot celem uzyskania licencji FAA. Wysokość uzyskana przez kapsułę: 105,9 km. | [ 38 ] [ 39 ] |
| 15  | 18.07.2018       | New Shepard | Crew Capsule | „Mission 9". W kapsule znajdowało się kilka ładunków komercyjnych. Przed osiągnięciem apogeum kapsuła rozpoczęła procedurę awaryjnego przerwania lotu celem testu modułów stabilizacyjnych, dzięki czemu osiągnęła większą wysokość 120 km. | [ 40 ] [ 41 ] |
| 16  | styczeń 2019     | New Shepard | Crew Capsule | „Mission 10". |               |